# Chromotypographie
Cet article court présente un sujet plus développé dans : Quadrichromie.
La chromotypographie ou chromotypie est le nom de l'impression en couleur par procédé typographique au XIXe siècle, avant que la normalisation des encres colorées aboutisse à la quadrichromie ou au procédé couleur directe.

« On nomme chromotypographie l'art de former des dessins à l'aide de plusieurs impressions typographiques en couleur. Ces impressions se superposent l'une après l'autre, et la couleur nouvelle se combine avec les couleurs précédente, de façon à produire un grand nombre de tons avec un petit nombre de couleurs. »

— Journal amusant, 1861.
La chromolithographie avait auparavant appliqué les mêmes principes avec une impression lithographique, dont dérive l'offset. Au XIXe siècle, seule l'impression typographique, avec formes en relief, permettait de grands 
tirages.